# Сарыжал (Абайская область)
Сарыжал (каз. Сарыжал) — село в Абайском районе Абайской области Казахстана. Административный центр и единственный населённый пункт Сарыжалского сельского округа. Находится примерно в 80 км к северо-востоку от села Карааул, административного центра района, на высоте 404 метров над уровнем моря. Код КАТО — 633253100.

## Население
В 1999 году численность населения села составляла 2167 человек (1100 мужчин и 1067 женщин). По данным переписи 2009 года, в селе проживало 1972 человека (1015 мужчин и 957 женщин).